# Reakcja endotermiczna

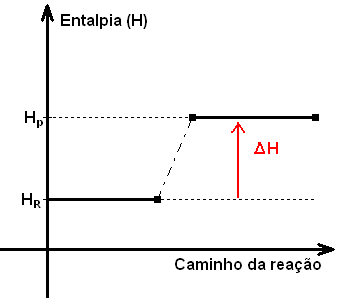
Schematyczny wykres zmiany entalpii układu w reakcji endotermicznej

Reakcja endotermiczna – reakcja chemiczna, dla której bilans wymiany ciepła z otoczeniem jest ujemny, czyli jest to reakcja, która pochłania ciepło z otoczenia. 
W konwencji termodynamicznej, w której bilans ciepła rozpatruje się tradycyjnie nie od strony otoczenia, tylko od strony samego układu, wynik cieplny reakcji endotermicznej jest zapisywany jako dodatni, gdyż pobierają ciepło, czyli zyskują energię, a zatem całkowita energia wewnętrzna układu wzrasta.
Odwrotnością reakcji endotermicznej jest reakcja egzotermiczna.

## Przykłady reakcji endoenergetycznych
2HgO  ⇄  2Hg + O
2↑     ΔH = 160 kJ·mol−1
CaCO
3  ⇄  CaO + CO
2↑     ΔH = 169 kJ·mol−1
NH
4HCO
3  ⇄  NH
3↑ + H
2O + CO
2↑     ΔH = 126,5 kJ·mol−1